# Richard Kaan (Autor)
Richard Kaan (* 9. August 1954 in Salzburg) ist ein österreichischer Autor, Vortragsredner und Journalist. Er ist Experte für das „Tätigsein im Alter“.

## Werdegang
Als Sohn des Rechtsanwalts Richard Kaan (1928 - 1995) und der Künstlerin Jelka Kaan (*1928 - 2014) wuchs er als zweites von sechs Kindern südlich von Graz in Tobelbad/Badegg auf. Richard Kaan ist verheiratet, hat zwei Kinder und lebt in Graz.
Nach Schule und Matura studierte er von 1972 bis 1975 Jus in Graz an der Karl-Franzens-Universität. Von 1976 bis 1979 durchlief er ein Kolleg für Maschinenbau in Graz.
Im Alter von 51 Jahren, absolvierte er ab 2005 zwei Masterstudien im Journalismus und integrierte Kommunikation an der Donau-Uni-Krems.

## Berufliche Tätigkeit
Von 1977 bis 1979 war Kaan als Mechaniker und Fahrlehrer an der Jim Russel Racing School am heutigen Red Bull Ring tätig.
Ab 1978 arbeitete Richard Kaan als Konstrukteur und später als Gruppenleiter im Prototypenbau bei Steyr-Daimler-Puch, heute Magna Steyr Graz an der Entwicklung des G-Modells, das gemeinsam mit Daimler Benz gebaut wurde und wird.
1981 machte er sich selbstständig und bot vorerst speziellen Fahrzeugbau an. Später kam die Restauration von historischen Fahrzeugen hinzu, wobei sich sein Hauptaugenmerk auf Fahrzeuge der Marken Porsche und Ferrari lag. Hauptmärkte waren Japan, Deutschland, Holland, Spanien und die USA.
1996 gewann er die Ennstal-Classic mit seinem Beifahrer Michael Grill. Ab 1997 war er als Sachverständiger für historische Automobile tätig. Seine Berufung zum allgemein Beeidigten und gerichtlich zertifizierten Sachverständigen hat er 2022 zurückgelegt. 1999 schloss Kaan aus Gesundheitsgründen seine Restaurations-Werkstatt.
Er ist Autor mehrerer Bücher und auch als freiberuflicher Journalist und Redakteur tätig und schreibt für Tageszeitungen und Magazine. Einige der Themen sind Automobile.  Dazu zählen die Ennstal-Classic und auch die Mille Miglia, bei der er von 2008 bis 2013 als Team-Principal des State-of-Art-Teams im Einsatz war.
Seit 2015 widmet er sich hauptsächlich dem Schreiben von Büchern, sowie dem Halten von Vorträgen. Hauptfokus ist die Notwendigkeit des „In-Bewegung-Bleibens“ und des Arbeitens im Alter zum Wohle der Allgemeinheit, der Wirtschaft und auch der Betroffenen.

## Publikationen
- Die Jungen rennen schneller – die Älteren kennen die Abkürzung, dbv-Verlag, 2023, ISBN 978-3-7041-0842-5[9]
- Arbeitswelt 50+: Geballte Expertise – Die Interviews, dbv-Verlag, 2023, ISBN 978-3-7041-0843-2[10]
- Ich arbeite nicht mehr – jetzt bin ich tätig, dbv-Verlag Graz[11], 2022, ISBN 978-3-7041-0803-6
- Ich muss fast nichts und darf fast alles!: beschwingt altern, Verlag Anton Pustet, 2021, ISBN 978-3-7025-1003-9
- Eine Prise Expertise, Bourdon Verlag, 2022, ISBN 978-3-947206-95-7
- Passion Oldtimer: Die Welt der klassischen Automobile, GeraMond Verlag, 2018, ISBN 978-3-95613-052-6
- Vom Erfolg zum Mehrwert: Nutzenkontrolle von Sportsponsoring, VDM Verlag, 2009, ISBN 978-3-639-17763-3
- „Unterwegs“ - Das Automagazin im Radio: Dokumentation eines Formatradio-Magazins, VDM Verlag, 2009, ISBN 978-3-639-11945-9